# Mariana Ianelli
Mariana Ianelli (São Paulo, 17 de outubro de 1979) é uma poeta, ensaísta,  cronista e crítica literária brasileira.
Neta do artista plástico Arcangelo Ianelli, é graduada em Jornalismo e mestre em Literatura e Crítica Literária pela Pontifícia Universidade Católica de São Paulo. Sua estreia na poesia aconteceu em 1999, com Trajetória de antes.

## Carreira
Ao longo da carreira, Ianelli participou de diversos eventos literários. Em 2000 esteve na França, onde integrou o Le Printemps des Poètes, participando de um ciclo de leituras ao lado dos escritores Emmanuel Tugny e François Rannou. Durante a mesma viagem, apresentou-se para detentas da Prisão de Rennes, na Bretanha. No ano anterior, participou do ciclo A Poética - Anos 70, 80 e o Final do Século no Centro Cultural FIESP. Como colaboradora, contribuiu para revistas como  Caros Amigos, Bravo!  e Aplauso, além de publicar resenhas em importantes veículos como O Globo, Valor Econômico, e o Estadão.
Foi finalista do Prêmio Jabuti na categoria Poesia em cinco ocasiões: F Fazer silêncio (2005),  Almádena (2007), O Amor e Depois (2013), Tempo de Voltar (2016). e Dança no alto da chama (2024) . Em 2008, recebeu o prêmio Fundação Bunge (antigo Moinho Santista) - Literatura, na categoria Juventude.  Em 2011 obteve menção honrosa no Prêmio Casa de las Américas, em Cuba, pelo livro Treva Alvorada, na categoria Literatura Brasileira.
Como ensaísta, publicou Alberto Pucheu por Mariana Ianelli, parte da coleção Ciranda da Poesia pela Editora UERJ. Também explorou a crônica com Breves anotações sobre um tigre (2013), pela Editora Ardotempo, que publicou seu oitavo livro de poesia, Tempo de voltar (2016). Tem poemas publicados em Portugal, Espanha, França, Hungria, Cuba e Argentina.
Em 2018, estreou na literatura infantil com o livro Bichos da Noite,  ilustrado por Odilon Moraes, listado entre os 30 melhores livros infantis do ano . No mesmo ano, participou do circuito Arte da Palavra pelo Sesc, realizando apresentações em diversas instituições ao lado do escritor pernambucano Cícero Belmar. Juntos, os escritores se apresentaram em unidades do Sesc, bibliotecas, escolas e universidades do Rio de Janeiro, Paraná, Espírito Santo e Santa Catarina.
Ianelli conquistou o Prêmio Minuano de Literatura em 2021, na categoria Crônica, pelo livro Dia de amar a casa, premiado pelo Instituto Estadual do Livro (IEL) da Secretaria da Cultura do Rio Grande do Sul. Ainda em 2021 recebeu menção honrosa no Prêmio Alceu Amoroso Lima, concedido pelo Centro Alceu Amoroso Lima pela Liberdade e pela Universidade Cândido Mendes. Em 2022, foi semifinalista do Prêmio Oceanos com o livro América - um poema de amor.

### Literatura Infantil
- Bichos da noite, ilustrações Odilon Moraes, Curitiba: Positivo, 2018
- Um dia no ateliê, ilustrações Yolanda Ianelli Fernandez e Alfredo Aquino, coleção Jardim do Vovô, Porto Alegre: Ardotempo, 2019.
- "A menina e as estrelas", ilustrações Fereshteh Najafi, Curitiba: Olho de Vidro, 2022.